# Kiko Casilla
Francisco Casilla Cortés, mais conhecido como Kiko Casilla (Alcover, 2 de outubro de 1986) é um ex-futebolista espanhol que atuava como goleiro.

## Carreira
Oriundo das categorias de base do Real Madrid, foi adquirido pelo Espanyol em 2007.
Foi emprestado ao Cádiz e ao Cartagena para obter experiência.
Em outubro de 2014 renovou seu vínculo com Espanyol até 2018.
No entanto, em 17 de julho de 2015, foi contratado pelo Real Madrid por cinco temporadas, contratação muito criticada.
Em 16 de janeiro de 2019, foi contratado pelo Leeds United, que na época disputava a EFL Championship, equivalente a 2ª divisão inglesa.

## Seleção Espanhola
Estreou pela Seleção Espanhola principal em 11 de novembro de 2014 em partida amistosa contra a Alemanha.

## Títulos
Real Madrid
- Troféu Santiago Bernabéu: 2015
- Liga dos Campeões da UEFA: 2015–16, 2016–17, 2017–18
- Supercopa da UEFA: 2016, 2017
- Copa do Mundo de Clubes da FIFA: 2016, 2017, 2018
- Campeonato Espanhol: 2016–17
- Supercopa da Espanha: 2017

Leeds United
- EFL Championship: 2019–20